# Ligue des champions de la CAF 2022-2023
Navigation
Édition précédente Édition suivante
La Ligue des champions de la CAF 2022-2023 (officiellement la Ligue des champions de la CAF Total Énergies 2022-2023 pour des raisons de parrainage) est la 59e édition du tournoi organisé par la CAF de la plus importante compétition africaine de clubs et la 27e édition dans le format actuel de la Ligue des champions de la CAF.
Elle oppose 54 des meilleurs clubs africains qui se sont illustrés dans leurs championnats respectifs la saison précédente.

## Participants
- Théoriquement, jusqu'à 54 fédérations membres de la CAF peuvent participer à la Ligue des champions de la CAF 2022-2023[1].
- Les 12 pays les mieux classés en fonction du «Classement 5-Year de la CAF » peuvent inscrire 2 clubs par compétition.
- 58 clubs (46 champions + 12 vice-champions) ont pu entrer dans le tournoi.
- Les 12 pays les mieux classés en fonction du Classement 5-Year de la CAF peuvent inscrire 2 clubs par compétition. Pour la compétition de cette année, le Classement 5-Year de la CAF situé entre 2017 et 2021, est pris en compte.
- 58 clubs (46 champions + 12 vice-champions) entrent dans le tournoi. Sept fédérations n'ont pas pu inscrire un club dans la compétition (Cap-Vert, Érythrée, La Réunion, Guinée-Bissau, Sao-Tomé-et-Principe, Maurice, Namibie).

| Rang                                                                       | Fédération                                                              | Club                                                                    | Classement                                                              |
| Fédérations avec deux représentants (classées de la 1re à la 12e place)    | Fédérations avec deux représentants (classées de la 1re à la 12e place) | Fédérations avec deux représentants (classées de la 1re à la 12e place) | Fédérations avec deux représentants (classées de la 1re à la 12e place) |
| -------------------------------------------------------------------------- | ----------------------------------------------------------------------- | ----------------------------------------------------------------------- | ----------------------------------------------------------------------- |
| 1                                                                          | Maroc (194 pts)                                                         | Wydad AC                                                                | Champion du Maroc 2021-2022                                             |
| 1                                                                          | Maroc (194 pts)                                                         | Raja CA                                                                 | Vice-champion du Maroc 2021-2022                                        |
| 2                                                                          | Égypte (176 pts)                                                        | Zamalek SC                                                              | 1er de la phase aller du championnat d'Égypte 2021-2022                 |
| 2                                                                          | Égypte (176 pts)                                                        | Al Ahly SC                                                              | 2e de la phase aller du championnat d'Égypte 2021-2022                  |
| 3                                                                          | Algérie (115 pts)                                                       | CR Belouizdad                                                           | Champion d'Algérie 2021-2022                                            |
| 3                                                                          | Algérie (115 pts)                                                       | JS Kabylie                                                              | Vice-champion d'Algérie 2021-2022                                       |
| 4                                                                          | Tunisie (113 pts)                                                       | ES Tunis                                                                | Champion de Tunisie 2021-2022                                           |
| 4                                                                          | Tunisie (113 pts)                                                       | US Monastir                                                             | Vice-champion de Tunisie 2021-2022                                      |
| 5                                                                          | Afrique du Sud (109,5 pts)                                              | Mamelodi Sundowns FC                                                    | Champion d'Afrique du Sud 2021-2022                                     |
| 5                                                                          | Afrique du Sud (109,5 pts)                                              | Cape Town City FC                                                       | Vice-champion d'Afrique du Sud 2021-2022                                |
| 6                                                                          | RD Congo (63 pts)                                                       | TP Mazembe                                                              | Champion de RD Congo 2021-2022                                          |
| 6                                                                          | RD Congo (63 pts)                                                       | AS Vita Club                                                            | Vice-champion de RD Congo 2021-2022                                     |
| 7                                                                          | Angola (46 pts)                                                         | Petro Atlético                                                          | Champion d'Angola 2021-2022                                             |
| 7                                                                          | Angola (46 pts)                                                         | CD Primeiro de Agosto                                                   | Vice-champion d'Angola 2021-2022                                        |
| 8                                                                          | Soudan (33,5 pts)                                                       | Al Hilal Omdurman                                                       | Champion du Soudan 2022                                                 |
| 8                                                                          | Soudan (33,5 pts)                                                       | Al Merreikh Omdurman                                                    | Vice-champion du Soudan 2022                                            |
| 9                                                                          | Libye (33 pts)                                                          | Al-Ittihad Tripoli                                                      | Champion de Libye 2021-2022                                             |
| 9                                                                          | Libye (33 pts)                                                          | Al-Ahli Tripoli                                                         | Vice-champion de Libye 2021-2022                                        |
| 10                                                                         | Guinée (31 pts)                                                         | Horoya AC                                                               | Champion de Guinée 2021-2022                                            |
| 10                                                                         | Guinée (31 pts)                                                         | Académie SOAR                                                           | Vice-champion de Guinée 2021-2022                                       |
| 11                                                                         | Tanzanie (30,5 pts)                                                     | Young Africans SC                                                       | Champion de Tanzanie 2021-2022                                          |
| 11                                                                         | Tanzanie (30,5 pts)                                                     | Simba SC                                                                | Vice-champion de Tanzanie 2021-2022                                     |
| 12                                                                         | Nigeria (26 pts)                                                        | Rivers United FC                                                        | Champion du Nigeria 2021-2022                                           |
| 12                                                                         | Nigeria (26 pts)                                                        | Plateau United FC                                                       | Vice-champion du Nigeria 2021-2022                                      |
| Fédérations avec un seul représentant (classées plus bas que la 12e place) |                                                                         |                                                                         |                                                                         |
| 13                                                                         | Zambie (24,5 pts)                                                       | Red Arrows FC                                                           | Champion de Zambie 2021-2022                                            |
| 14                                                                         | Cameroun (14,5 pts)                                                     | Coton Sport FC                                                          | Champion du Cameroun 2021-2022                                          |
| 15                                                                         | Sénégal (12 pts)                                                        | Casa Sports                                                             | Champion du Sénégal 2021-2022                                           |
| 16                                                                         | Côte d'Ivoire (10,5 pts)                                                | ASEC Mimosas                                                            | Champion de Côte d'Ivoire 2021-2022                                     |
| 17                                                                         | Congo (8 pts)                                                           | AS Otohô                                                                | Champion du Congo 2021-2022                                             |
| 18                                                                         | Botswana (6 pts)                                                        | Gaborone United SC                                                      | Champion du Botswana 2021-2022                                          |
| 21                                                                         | Eswatini (3,5 pts)                                                      | Royal Leopards FC                                                       | Champion d'Eswatini 2021-2022                                           |
| -                                                                          | Mali (3,5 pts)                                                          | Djoliba AC                                                              | Champion du Mali 2021-2022                                              |
| 23                                                                         | Burkina Faso (3 pts)                                                    | RC Kadiogo                                                              | Champion du Burkina Faso 2021-2022                                      |
| 24                                                                         | Ghana (2,5 pts)                                                         | Asante Kotoko SC                                                        | Champion du Ghana 2021-2022                                             |
| -                                                                          | Niger (2,5 pts)                                                         | ASN Nigelec                                                             | Champion du Niger 2021-2022                                             |
| 26                                                                         | Ouganda (2 pts)                                                         | Vipers SC                                                               | Champion d'Ouganda 2021-2022                                            |
| -                                                                          | Rwanda (2 pts)                                                          | APR FC                                                                  | Champion du Rwanda 2021-2022                                            |
| 28                                                                         | Bénin (1,5 pt)                                                          | Coton FC                                                                | Champion du Bénin 2021-2022                                             |
| -                                                                          | Mauritanie (1,5 pt)                                                     | FC Nouadhibou                                                           | Champion de Mauritanie 2021-2022                                        |
| 30                                                                         | Mozambique (1 pt)                                                       | Associação Black Bulls                                                  | Champion du Mozambique 2022                                             |
| -                                                                          | Togo (1 pt)                                                             | ASKO Kara                                                               | Champion du Togo 2021-2022                                              |
|                                                                            | Burundi                                                                 | Flambeau du Centre                                                      | Champion du Burundi 2021-2022                                           |
|                                                                            | Centrafrique                                                            | Olympic Real de Bangui                                                  | Champion de Centrafrique 2022                                           |
|                                                                            | Comores                                                                 | Volcan Club                                                             | Champion des Comores 2021-2022                                          |
|                                                                            | Djibouti                                                                | Arta Solar 7                                                            | Champion du Djibouti 2021-2022                                          |
|                                                                            | Éthiopie                                                                | Saint-George SC                                                         | Champion d'Éthiopie 2021-2022                                           |
|                                                                            | Gabon                                                                   | AS Stade Mandji                                                         | Champion du Gabon 2022                                                  |
|                                                                            | Gambie                                                                  | Hawks FC                                                                | Champion de Gambie 2021-2022                                            |
|                                                                            | Guinée équatoriale                                                      | Deportivo Mongomo                                                       | Champion de Guinée équatoriale 2021-2022                                |
|                                                                            | Lesotho                                                                 | Matlama FC                                                              | Champion du Lesotho 2020-2022                                           |
|                                                                            | Liberia                                                                 | Watanga FC                                                              | Champion du Liberia 2021-2022                                           |
|                                                                            | Madagascar                                                              | CFFA                                                                    | Champion de Madagascar 2022                                             |
|                                                                            | Malawi                                                                  | Nyasa Big Bullets FC                                                    | Champion du Malawi 2020-2021                                            |
|                                                                            | Seychelles                                                              | La Passe FC                                                             | Champion des Seychelles 2021-2022                                       |
|                                                                            | Sierra Leone                                                            | Bo Rangers FC                                                           | Champion de Sierra Leone 2021-2022                                      |
|                                                                            | Soudan du Sud                                                           | Zalan FC                                                                | Champion du Soudan du Sud 2022                                          |
|                                                                            | Tchad                                                                   | Elect-Sport FC                                                          | Champion du Tchad 2021-2022                                             |
|                                                                            | Zanzibar                                                                | KMKM SC                                                                 | Champion du Zanzibar 2021-2022                                          |

Pour la Ligue des champions de la CAF 2021-2022, la CAF utilise le Classement 5-Year de la CAF 2017-2021, qui calcule les points pour chaque association participante en fonction de la performance de ses clubs au cours de ces cinq années en Ligue des champions et en Coupe de la confédération. Les critères d'attribution des points sont les suivants:
|                               | Ligue des champions de la CAF | Coupe de la confédération |
| ----------------------------- | ----------------------------- | ------------------------- |
| Vainqueurs                    | 6 points                      | 5 points                  |
| Finalistes                    | 5 points                      | 4 points                  |
| Demi-finales                  | 4 points                      | 3 points                  |
| Quart de finale (depuis 2017) | 3 points                      | 2 points                  |
| 3e place dans les groupes     | 2 points                      | 1 point                   |
| 4e place dans les groupes     | 1 point                       | 0.5 point                 |

Les points sont multipliés par un coefficient selon l'année comme suit :
- 2021-2022: × 6
- 2020-2021: × 5
- 2019-2020: × 4
- 2018-2019: × 3
- 2018: × 2
- 2017: × 1

## Calendrier
| Nom                                             | Tirage au sort | Match aller                               | Match retour                  | Nombre de participants |
| ----------------------------------------------- | -------------- | ----------------------------------------- | ----------------------------- | ---------------------- |
| Tours de qualification (2022-2023)              |                |                                           |                               |                        |
| Premier tour préliminaire                       | 9 août         | 9-11 septembre                            | 16-18 septembre               | 52                     |
| Deuxième tour préliminaire                      | 9 août         | 7-9 octobre                               | 14-16 octobre                 | 32 (26+6)              |
| Phase de groupes (2023)                         |                |                                           |                               |                        |
| Journées 1 et 4 Journées 2 et 5 Journées 3 et 6 | 12 décembre    | 10-11 février 17-18 février 24-25 février | 7-8 mars 17-18 mars 1er avril | 16                     |
| Phase finale (2023)                             |                |                                           |                               |                        |
| Quarts de finale                                | 5 avril        | 21-22 avril                               | 28-29 avril                   | 8                      |
| Demi-finales                                    | 5 avril        | 12-13 mai                                 | 19-20 mai                     | 4                      |
| Finale                                          | 5 avril        | 2-3 juin                                  | 9-11 juin                     | 2                      |

## Tours de qualification

### Premier tour
Le tirage au sort a lieu le 9 août 2022, au Caire. Six clubs sont exemptés du premier tour préliminaire et intègrent la compétition directement à partir du tour suivant:
1. Wydad AC
2. Al Ahly SC
3. Mamelodi Sundowns FC
4. ES Tunis
5. TP Mazembe
6. Raja CA

Les matchs aller se jouent du 10 au 18 septembre 2022 tandis que les matchs retour se jouent du 16 au 25 du même mois.
| Match | Équipe 1               | Résultat | Équipe 2              | Aller | Retour | Tab |
| ----- | ---------------------- | -------- | --------------------- | ----- | ------ | --- |
| 1     | Rivers United FC       | 3-1      | Watanga FC            | 3-0   | 0-1    | -   |
| 2     | AS Stade Mandji        | 2-3      | Plateau United FC     | 2-2   | 0-1    | -   |
| 3     | ASN Nigelec            | 2-1      | Académie SOAR         | 2-1   | 0-0    | -   |
| 4     | APR FC                 | 1-3      | US Monastir           | 1-0   | 0-3    | -   |
| 5     | Olympic Real de Bangui | 0-4      | Vipers SC             | 0-3   | 0-1    | -   |
| 6     | Volcan Club            | forfait  | La Passe FC           | 1-0   | -      | -   |
| 7     | Coton FC               | 1-4      | ASEC Mimosas          | 1-2   | 0-2    | -   |
| 8     | Hawks FC               | forfait  | Horoya AC             | -     | -      | -   |
| 9     | ASKO Kara              | 2-1      | FC Nouadhibou         | 1-1   | 1-0    | -   |
| 10    | Casa Sports            | 1-3      | JS Kabylie            | 1-0   | 0-3    | -   |
| 11    | Deportivo Mongomo      | 2-5      | Djoliba AC            | 2-0   | 0-5    | -   |
| 12    | Bo Rangers FC          | 0-3      | CR Belouizdad         | 0-0   | 0-3    | -   |
| 13    | Zalan FC               | 0-9      | Young Africans SC     | 0-4   | 0-5    | -   |
| 14    | Saint-George SC        | 2-2      | Al Hilal Omdurman     | 2-1   | 0-1    | -   |
| 15    | Arta Solar 7           | 1-2      | Al Merreikh Omdurman  | 1-2   | 0-0    | -   |
| 16    | KMKM SC                | 0-6      | Al-Ahli Tripoli       | 0-2   | 0-4    | -   |
| 17    | Flambeau du Centre     | 2-2      | Al-Ittihad Tripoli    | 1-0   | 1-2    | -   |
| 18    | Elect-Sport FC         | 0-4      | Zamalek SC            | 0-2   | 0-2    | -   |
| 19    | Cape Town City FC      | 2-0      | AS Otohô              | 2-0   | 0-0    | -   |
| 20    | Associação Black Bulls | 1-5      | Petro Atlético        | 0-3   | 1-2    | -   |
| 21    | Red Arrows FC          | 1-2      | CD Primeiro de Agosto | 0-1   | 1-1    | -   |
| 22    | Nyasa Big Bullets FC   | 0-4      | Simba SC              | 0-2   | 0-2    | -   |
| 23    | CFFA                   | 3-5      | Royal Leopards FC     | 2-3   | 1-2    | -   |
| 24    | Matlama FC             | 0-4      | Coton Sport FC        | 0-3   | 0-1    | -   |
| 25    | RC Kadiogo             | 1-1      | Asante Kotoko SC      | 0-1   | 1-0    | 3-1 |
| 26    | Gaborone United SC     | 2-3      | AS Vita Club          | 1-0   | 1-3    | -   |

### Deuxième tour
Les matchs aller se jouent les 7 et 9 octobre 2022 alors que les matchs retour se jouent les 14 et 16 octobre 2022.
| Match | Équipe 1              | Résultat | Équipe 2             | Aller | Retour | Tab |
| ----- | --------------------- | -------- | -------------------- | ----- | ------ | --- |
| 27    | Rivers United FC      | 2-7      | Wydad AC             | 2-1   | 0-6    | -   |
| 28    | Plateau United FC     | 2-2      | ES Tunis             | 2-1   | 0-1    | -   |
| 29    | ASN Nigelec           | 0-3      | Raja CA              | 0-2   | 0-1    | -   |
| 30    | US Monastir           | 0-4      | Al Ahly SC           | 0-1   | 0-3    | -   |
| 31    | Vipers SC             | 0-0      | TP Mazembe           | 0-0   | 0-0    | 4-2 |
| 32    | La Passe FC           | 1-15     | Mamelodi Sundowns FC | 0-7   | 1-8    | -   |
| 33    | ASEC Mimosas          | 1-2      | Horoya AC            | 0-1   | 1-1    | -   |
| 34    | ASKO Kara             | 2-3      | JS Kabylie           | 1-2   | 1-1    | -   |
| 35    | Djoliba AC            | 2-3      | CR Belouizdad        | 2-1   | 0-2    | -   |
| 36    | Young Africans SC     | 1-2      | Al Hilal Omdurman    | 1-1   | 0-1    | -   |
| 37    | Al Merreikh Omdurman  | 3-3      | Al-Ahli Tripoli      | 2-0   | 1-3    | -   |
| 38    | Flambeau du Centre    | 1-6      | Zamalek SC           | 0-1   | 1-5    | -   |
| 39    | Cape Town City FC     | 0-4      | Petro Atlético       | 0-3   | 0-1    | -   |
| 40    | CD Primeiro de Agosto | 1-4      | Simba SC             | 1-3   | 0-1    | -   |
| 41    | Royal Leopards FC     | 2-3      | Coton Sport FC       | 1-1   | 1-2    | -   |
| 42    | RC Kadiogo            | 0-0      | AS Vita Club         | 0-0   | 0-0    | 3-4 |

## Phase de poules

### Tirage au sort
Le tirage au sort se déroule au Caire le 12 décembre  2022. En raison de la participation du champion d'Afrique en titre, le Wydad AC, et de son dauphin, Al Ahly SC, à la Coupe du monde des clubs en février 2023, les matchs de ces deux clubs comptant pour la première journée de la phase de poules sont reportés au mois de mars.
| Chapeau 1           | Chapeau 2                     | Chapeau 3                    | Chapeau 4                    |
| ------------------- | ----------------------------- | ---------------------------- | ---------------------------- |
| Al Ahly SC (78 pts) | Mamelodi Sundowns FC (46 pts) | Simba SC (28 pts)            | AS Vita Club (17 pts)        |
| Wydad AC (71 pts)   | Zamalek SC (43 pts)           | CR Belouizdad (27 pts)       | Coton Sport FC (14,5 pts)    |
| ES Tunis (58 pts)   | Petro Atlético (31 pts)       | JS Kabylie (22 pts)          | Al Merreikh Omdurman (9 pts) |
| Raja CA (54 pts)    | Horoya AC (31 pts)            | Al Hilal Omdurman (19,5 pts) | Vipers SC (0 pt)             |

### Groupe A
| Rang | Équipe         | Pts | J | G | N | P | Bp | Bc | Diff |  | Résultats (▼ dom., ► ext.) |     |     |     |     |
| ---- | -------------- | --- | - | - | - | - | -- | -- | ---- |  | -------------------------- | --- | --- | --- | --- |
| 1    | Wydad AC       | 13  | 6 | 4 | 1 | 1 | 7  | 1  | +6   |  | Wydad AC                   |     | 3-0 | 1-0 | 1-0 |
| 2    | JS Kabylie     | 10  | 6 | 3 | 1 | 2 | 4  | 5  | -1   |  | JS Kabylie                 | 1-0 |     | 1-0 | 2-1 |
| 3    | Petro Atlético | 7   | 6 | 2 | 1 | 3 | 3  | 5  | -2   |  | Petro Atlético             | 0-2 | 0-0 |     | 1-0 |
| 4    | AS Vita Club   | 4   | 6 | 1 | 1 | 4 | 3  | 6  | -3   |  | AS Vita Club               | 0-0 | 1-0 | 1-2 |     |

### Groupe B
| Rang | Équipe               | Pts | J | G | N | P | Bp | Bc | Diff |  | Résultats (▼ dom., ► ext.) |     |     |     |     |
| ---- | -------------------- | --- | - | - | - | - | -- | -- | ---- |  | -------------------------- | --- | --- | --- | --- |
| 1    | Mamelodi Sundowns FC | 14  | 6 | 4 | 2 | 0 | 14 | 7  | +7   |  | Mamelodi Sundowns FC       |     | 5-2 | 1-0 | 2-1 |
| 2    | Al Ahly SC           | 10  | 6 | 3 | 1 | 2 | 14 | 8  | +6   |  | Al Ahly SC                 | 2-2 |     | 3-0 | 3-0 |
| 3    | Al Hilal Omdurman    | 10  | 6 | 3 | 1 | 2 | 6  | 6  | 0    |  | Al Hilal Omdurman          | 1-1 | 1-0 |     | 2-0 |
| 4    | Coton Sport FC       | 0   | 6 | 0 | 0 | 6 | 3  | 16 | -13  |  | Coton Sport FC             | 1-3 | 0-4 | 1-2 |     |

### Groupe C
| Rang | Équipe    | Pts | J | G | N | P | Bp | Bc | Diff |  | Résultats (▼ dom., ► ext.) |     |     |     |     |
| ---- | --------- | --- | - | - | - | - | -- | -- | ---- |  | -------------------------- | --- | --- | --- | --- |
| 1    | Raja CA   | 16  | 6 | 5 | 1 | 0 | 17 | 3  | +14  |  | Raja CA                    |     | 3-1 | 2-0 | 5-0 |
| 2    | Simba SC  | 9   | 6 | 3 | 0 | 3 | 10 | 7  | +3   |  | Simba SC                   | 0-3 |     | 7-0 | 1-0 |
| 3    | Horoya AC | 7   | 6 | 2 | 1 | 3 | 4  | 12 | -8   |  | Horoya AC                  | 1-3 | 1-0 |     | 2-0 |
| 4    | Vipers SC | 2   | 6 | 0 | 2 | 4 | 1  | 10 | -9   |  | Vipers SC                  | 1-1 | 0-1 | 0-0 |     |

### Groupe D
| Rang | Équipe               | Pts | J | G | N | P | Bp | Bc | Diff |  | Résultats (▼ dom., ► ext.) |     |     |     |     |
| ---- | -------------------- | --- | - | - | - | - | -- | -- | ---- |  | -------------------------- | --- | --- | --- | --- |
| 1    | ES Tunis             | 11  | 6 | 3 | 2 | 1 | 6  | 4  | +2   |  | ES Tunis                   |     | 0-0 | 2-0 | 1-0 |
| 2    | CR Belouizdad        | 10  | 6 | 3 | 1 | 2 | 4  | 2  | +2   |  | CR Belouizdad              | 0-1 |     | 2-0 | 1-0 |
| 3    | Zamalek SC           | 7   | 6 | 2 | 1 | 3 | 7  | 9  | -2   |  | Zamalek SC                 | 3-1 | 0-1 |     | 4-3 |
| 4    | Al Merreikh Omdurman | 5   | 6 | 1 | 2 | 3 | 5  | 7  | -2   |  | Al Merreikh Omdurman       | 1-1 | 1-0 | 0-0 |     |

## Phase finale

### Qualification et tirage au sort
Le tirage au sort se déroule le 5 avril 2023.
| Groupe | 1er du groupe – Tête de série | 2e du groupe – Non-tête de série |
| ------ | ----------------------------- | -------------------------------- |
| A      | Wydad AC                      | JS Kabylie                       |
| B      | Mamelodi Sundowns FC          | Al Ahly SC                       |
| C      | Raja CA                       | Simba SC                         |
| D      | ES Tunis                      | CR Belouizdad                    |

### Quarts de finale
Les matchs aller sont prévus les 21 et 22 avril 2023 et les matchs retour les 28 et 29 du même mois.
| Équipe 1      | Résultat | Équipe 2             | Aller | Retour | Tab |
| ------------- | -------- | -------------------- | ----- | ------ | --- |
| Simba SC      | 1-1      | Wydad AC             | 1-0   | 0-1    | 3-4 |
| Al Ahly SC    | 2-0      | Raja CA              | 2-0   | 0-0    | -   |
| CR Belouizdad | 2-6      | Mamelodi Sundowns FC | 1-4   | 1-2    | -   |
| JS Kabylie    | 1-2      | ES Tunis             | 0-1   | 1-1    | -   |

### Demi-finales
Les matchs aller sont programmés les 12 et 13 mai 2023 et les matchs retour les 19 et 20 du même mois. Les demi-finales rassemblement les 4 dernières équipes vainqueurs de la Ligue des champions de la CAF, sur les sept dernières éditions.
| Équipe 1 | Résultat | Équipe 2             | Aller | Retour | Tab |
| -------- | -------- | -------------------- | ----- | ------ | --- |
| ES Tunis | 0-4      | Al Ahly SC           | 0-3   | 0-1    | -   |
| Wydad AC | 2-2      | Mamelodi Sundowns FC | 0-0   | 2-2    | -   |

### Finale
Le match aller est programmé le 4 juin 2023 tandis que le match retour est prévu une semaine plus tard, le 11 juin.
| Équipe 1   | Résultat | Équipe 2 | Aller | Retour | Tab |
| ---------- | -------- | -------- | ----- | ------ | --- |
| Al Ahly SC | 3 - 2    | Wydad AC | 2 - 1 | 1 - 1  | -   |

### Tableau final
|  | Quarts de finale     | Quarts de finale     | Quarts de finale     | Quarts de finale     |            |            | Demi-finales | Demi-finales | Demi-finales | Demi-finales |  |  | Finale | Finale | Finale | Finale |
|  |                      |                      |                      |                      |            |            |              |              |              |              |  |  |        |        |        |        |
|  |                      |                      |                      |                      |            |            |              |              |              |              |  |  |        |        |        |        |
|  |                      |                      |                      |                      |            |            |              |              |              |              |  |  |        |        |        |        |
|  | JS Kabylie           | JS Kabylie           | 0                    | 1                    |            |            |              |              |              |              |  |  |        |        |        |        |
|  | JS Kabylie           | JS Kabylie           | 0                    | 1                    |            |            |              |              |              |              |  |  |        |        |        |        |
|  | ES Tunis             | ES Tunis             | 1                    | 1                    |            |            |              |              |              |              |  |  |        |        |        |        |
|  | ES Tunis             | ES Tunis             | 1                    | 1                    | ES Tunis   | ES Tunis   | 0            | 0            |              |              |  |  |        |        |        |        |
|  |                      |                      |                      |                      | ES Tunis   | ES Tunis   | 0            | 0            |              |              |  |  |        |        |        |        |
|  |                      |                      | Al Ahly SC           | Al Ahly SC           | 3          | 1          |              |              |              |              |  |  |        |        |        |        |
|  | Al Ahly SC           | Al Ahly SC           | Al Ahly SC           | Al Ahly SC           | 3          | 1          | 2            | 0            |              |              |  |  |        |        |        |        |
|  | Al Ahly SC           | Al Ahly SC           |                      |                      |            |            |              | 0            |              |              |  |  |        |        |        |        |
|  | Raja CA              | Raja CA              | 0                    | 0                    |            |            |              |              |              |              |  |  |        |        |        |        |
|  | Raja CA              | Raja CA              | 0                    | 0                    | Al Ahly SC | Al Ahly SC | 2            | 1            |              |              |  |  |        |        |        |        |
|  |                      |                      |                      |                      | Al Ahly SC | Al Ahly SC | 2            | 1            |              |              |  |  |        |        |        |        |
|  |                      |                      | Wydad AC             | Wydad AC             | 1          | 1          |              |              |              |              |  |  |        |        |        |        |
|  | Simba SC             | Simba SC             | Wydad AC             | Wydad AC             | 1          | 1          | 1            | 0 (3)        |              |              |  |  |        |        |        |        |
|  | Simba SC             | Simba SC             |                      |                      |            |            |              |              |              |              |  |  |        |        |        |        |
|  | Wydad AC             | Wydad AC             | 0                    | 1 (4)                |            |            |              |              |              |              |  |  |        |        |        |        |
|  | Wydad AC             | Wydad AC             | 0                    | 1 (4)                | Wydad AC   | Wydad AC   | 0            | 2 E          |              |              |  |  |        |        |        |        |
|  |                      |                      |                      |                      | Wydad AC   | Wydad AC   | 0            | 2 E          |              |              |  |  |        |        |        |        |
|  |                      |                      | Mamelodi Sundowns FC | Mamelodi Sundowns FC | 0          | 2          |              |              |              |              |  |  |        |        |        |        |
|  | CR Belouizdad        | CR Belouizdad        | Mamelodi Sundowns FC | Mamelodi Sundowns FC | 0          | 2          | 1            | 1            |              |              |  |  |        |        |        |        |
|  | CR Belouizdad        | CR Belouizdad        |                      |                      |            |            |              | 1            |              |              |  |  |        |        |        |        |
|  | Mamelodi Sundowns FC | Mamelodi Sundowns FC | 4                    | 2                    |            |            |              |              |              |              |  |  |        |        |        |        |
|  | Mamelodi Sundowns FC | Mamelodi Sundowns FC | 4                    | 2                    |            |            |              |              |              |              |  |  |        |        |        |        |
|  |                      |                      |                      |                      |            |            |              |              |              |              |  |  |        |        |        |        |

### Vainqueur
| Ligue des champions de la CAF Vainqueur 2022-2023 |
| ------------------------------------------------- |
| Al Ahly SC                                        |